# 형사 맥큐
형사 맥큐(McQ)는 미국에서 제작된 존 스터지스 감독의 1974년 액션, 드라마, 범죄 영화이다. 존 웨인 등이 주연으로 출연하였고 아서 가드너 등이 제작에 참여하였다.

## 출연

### 주연
- 존 웨인
- 에디 알버트

### 조연
- 다이아나 물다르
- 콜린 듀헐스트
- 크루 굴레이저
- 데이빗 허들레스톤
- 알 레티어리
- 줄리 애덤스
- 로저 E. 모슬리
- 윌리엄 브라이언트
- 리처드 켈톤

## 제작진
- 공동제작: 로렌스 로만
- 미술: 월터 M. 시몬즈
- 배역: 네사 하이암스